# برزول
بَرزول از شهرهای ایران در استان همدان است. این شهر در بخش زرین‌دشت ، شهرستان نهاوند قرار دارد.
مردم این شهر لُر هستند و به زبان لری تکلم می‌کنند
برزول دارای آب و هوایی بسیار مطبوع است.

## نام
برزول در زبان لری به معنای مکان مرتفع و بلند است، که با خصوصیات جغرافیایی برزول مطابقت دارد.

## جمعیت
جمعیت برزول در سال ۱۳۹۵، برابر با ۲٬۸۶۷ نفر بوده است.